# Politisches System Frankreichs
Das derzeitige politische System Frankreichs wird durch die Verfassung der Fünften Französischen Republik bestimmt. Als wichtigste Merkmale gelten die demokratische und republikanische Staatsform mit einer starken Exekutive im Rahmen eines semipräsidentiellen Regierungssystems. Frankreich hat ein Parlament mit zwei Kammern (Zweikammersystem, siehe unten).
Frankreich ist trotz einiger Reformen zur Stärkung der Regionen nach wie vor ein dezentraler Einheitsstaat. Die Trennung zwischen Staat und Religion (französisch laïcité) ist in Frankreich seit 1905 stärker als in vielen anderen europäischen Staaten.

## Staatliche Institutionen

Das politische System Frankreichs

### Exekutive
Das politische System Frankreichs ist durch eine doppelköpfige Exekutive gekennzeichnet. Die Machtbereiche sind zwischen dem Präsidenten der Republik und der Regierung aufgeteilt.

#### Präsident
Das Staatsoberhaupt ist der vom Volk auf fünf Jahre (quinquennat, seit 2000, davor auf sieben Jahre) direkt gewählte Präsident (Staatspräsident). Er kann seit 2008 einmal wiedergewählt werden. Zuvor war eine Wiederwahl beliebig oft möglich. 
Der Präsident ernennt den Premierminister und auf dessen Vorschlag die Regierung. Er ist Vorsitzender des Ministerrats und anderer wichtiger Gremien und Oberbefehlshaber der Französischen Streitkräfte. In dieser Eigenschaft bestimmt er über den Einsatz der Nuklearwaffen Frankreichs. Er hat das Recht, die Nationalversammlung aufzulösen; allerdings darf die Nationalversammlung höchstens einmal innerhalb eines Jahres aufgelöst werden. Auf Vorschlag der Regierung oder beider Parlamentskammern kann der Präsident eine Volksabstimmung über einen Gesetzesentwurf veranlassen.
In der französischen Verfassungswirklichkeit seit Beginn der Fünften Französischen Republik gibt es die Domaine réservé (einen reservierten Bereich); die Außen- und Sicherheitspolitik bilden diese Domäne des Staatspräsidenten. Dies wird häufig mit den Artikeln 14 und 15 der Verfassung begründet, ist dort aber nicht eindeutig geregelt. Der Präsident kann so etwa bei Gipfeltreffen Frankreich allein vertreten.
Die starke Stellung des Präsidenten hat sich erst nach 1958 entwickelt (siehe Geschichte Frankreichs seit 1958). Davor, zwischen 1876 und 1958, betrug die durchschnittliche Amtsperiode einer Regierung acht Monate; das Land hatte nach 1789 16 Verfassungen. Im Algerienkrieg schließlich begann das Militär, „ohne Rückkopplung“ mit der Politik zu agieren. Die 5. Republik ist auch als „republikanische Monarchie“ bezeichnet worden.
Die Kritik an der Sonderstellung des Präsidenten laut Verfassung der Fünften Republik war zunächst stark. Die neue Verfassung wurde vom damaligen Oppositionspolitiker François Mitterrand (französischer Staatspräsident von 1981 bis 1995) als „permanenter Staatsstreich“ (Le Coup d’État permanent) kritisiert.
Im Falle eines Staatsnotstands hat der Präsident die umfassende Alleinentscheidung, wobei die Nationalversammlung dann direkt zusammenkommt und während des Notstandes nicht aufgelöst werden darf.
Falls der Verfassungsrat feststellt, dass der Präsident seine Aufgaben nicht ausführen kann (Rücktritt, Tod), wird dieser vorübergehend vom Senatspräsidenten vertreten. Bis jetzt musste nur Alain Poher die Aufgaben des Präsidenten übernehmen: nach dem Rücktritt von Charles de Gaulle 1969 und nach dem Tod von Georges Pompidou 1974.

#### Regierung
Kopf der Regierung (gouvernement) ist der Premierminister. Die Regierung ist dem Parlament direkt verantwortlich für Verwaltung und Streitkräfte.
Die Regierung wird vom Staatspräsidenten ernannt, die Minister und weiteren Regierungsmitglieder (beigeordnete Minister, Staatssekretäre) dabei auf Vorschlag des zuvor ernannten Premierministers. Die Regierung amtiert bis zu ihrem Rücktritt, eine Amtszeit ist in der Verfassung nicht vorgesehen. Die Regierung muss zurücktreten, wenn die Nationalversammlung ihr das Misstrauen ausspricht. Der Präsident dagegen kann die Regierung nicht auf eigene Initiative entlassen, sondern nur dann, wenn sie ihren Rücktritt erklärt. Es ist in Frankreich aber Konvention, dass die Regierung zur Amtseinführung eines Staatspräsidenten zurücktritt. Ebenfalls ist es üblich, dass die Regierung am Tag nach dem zweiten Wahlgang der Wahlen zur Nationalversammlung zurücktritt, auch dann, wenn sie dabei die parlamentarische Mehrheit gewonnen hat. Eine Ausnahme gab es im Juni 2022: Staatspräsident Macron lehnte das Rücktrittsangebot des Kabinetts Borne ab.
Der Premierminister leitet die Regierung. Er ist zuständig für die Ausführung der Gesetze. Im Einverständnis mit dem Präsidenten nimmt er Ernennungen für zivile und militärische Ämter vor. Er kann in vielen Bereichen Verordnungen erlassen.
Die Regierung tritt unter Leitung des Staatspräsidenten als Ministerrat (Conseil des ministres) zusammen. An diesem nehmen der Premierminister, die Minister und die beigeordneten Minister immer teil, die Staatssekretäre nur, wenn ihr Aufgabengebiet betroffen ist.

#### Zusammenarbeit mit dem Parlament
Die Exekutive ist gegenüber der Legislative auf allen Ebenen stark.
Die Regierung bestimmt die Tagesordnung des Parlaments. Die Bereiche, in denen das Parlament eine gesetzgebende Initiative ergreifen kann, sind in der Verfassung sehr präzise benannt und aufgezählt. Alle anderen Fragen kann die Regierung ohne Beteiligung des Parlaments regeln.
Gleichwohl ist die Regierung auf eine Zusammenarbeit mit dem Parlament angewiesen. Der Präsident ernennt einen Premierminister nur aus den Reihen der parlamentarischen Mehrheit, weil der Premierminister durch ein Misstrauensvotum mit absoluter Mehrheit vom Parlament gestürzt werden kann. 
Wenn die parlamentarische Mehrheit und der Präsident der Republik zu unterschiedlichen politischen Lagern gehören, ist der Präsident gezwungen, den Premierminister aus einer politisch gegnerischen Partei auszuwählen. Diese Situation bezeichnet man als „Cohabitation“.

### Legislative
Die Gesetzgebung in Frankreich erfolgt durch das Parlament. Seit 1875 (siehe Dritte Französische Republik#Institutionen) besteht das Parlament aus zwei Kammern:
- der Nationalversammlung (Assemblée nationale, unmittelbar gewählt), und
- dem Senat (Sénat, mittelbar gewählt).

Das Parlament kontrolliert die Regierung, erarbeitet Gesetze und verabschiedet sie. Die zwei Kammern sind nicht gleichberechtigt: bei Uneinigkeit kann die Nationalversammlung den Senat überstimmen. Bei nahezu allen Gesetzesvorhaben pendeln die Entwürfe zwischen den beiden Kammern hin und her (navette). Der Senat hat ein Vetorecht bei Verfassungsänderungen. 
Der Präsident kann im Gesetzgebungsprozess einen Gesetzentwurf an das Parlament zurückverweisen, jedoch nur einmal pro Gesetz. Dies ist in 50 Jahren zweimal passiert.
Beide Kammern können für bestimmte Anlässe gemeinsam als Kongress (Congrès du Parlement français) tagen. Dies kann geschehen für Verfassungsänderungen, die dann nicht wie sonst einer Volksabstimmung bedürfen, für Reden des Staatspräsidenten Art. 18 sowie für die Zustimmung zur Aufnahme eines weiteren Mitgliedsstaates in die Europäische Union Art. 88-5.

### Judikative
Die Hauptaufgabe der französischen Judikative ist in der Verfassung definiert. Die Justiz ist, gemäß Artikel 66, eine „Hüterin der persönlichen Freiheit“.
Die Justiz in Frankreich besteht aus zwei grundsätzlich unterschiedlichen Bereichen:
- den Verwaltungsgerichten (Öffentliches Recht) für die Streitsachen zwischen den Bürgern und den Behörden, an der Spitze der Conseil d’État.
- den ordentlichen Gerichten (Zivilrecht und Strafrecht) für die Streitsachen zwischen den Bürgern sowie für Strafverfahren.

Daneben gibt es ein Verfassungsgericht (Conseil constitutionnel). 
Die Straftaten werden je nach Verbrechensart der Zuständigkeit einem der drei folgenden Gerichte zugeordnet: 
- Tribunal de police — Ordnungswidrigkeiten
- Tribunal correctionnel — Vergehen
- Cour d’assises — Verbrechen

Die Ermittlungsarbeit wird im Gegensatz zum deutschen System nicht von Staatsanwälten, sondern von einem eigens dafür eingerichteten „tribunal d’instruction“ geleistet. Der Juge d’instruction („Ermittlungsrichter“) eröffnet auf Antrag der Staatsanwaltschaft ein Ermittlungsverfahren und erledigt die Ermittlungsarbeit sowohl für alle drei Strafgerichte erster Instanz als auch für das Berufungsgericht in Strafsachen.

## Parteien
Frankreich kennt ein Mehrparteiensystem mit vielen Neugründungen, Abspaltungen und Umbenennungen von Parteien. Außerdem schließen Parteien häufig Bündnisse, um bei der Mehrheitswahl bessere Chancen zu haben. Das bedeutendste Bündnis war die Union pour la démocratie française von 1978, die die wichtigsten liberalen und christdemokratischen Parteien der (rechten) politischen Mitte einte. Sie erhielt bei der Parlamentswahl im März 1978 im zweiten Wahlgang 23,2 % der Stimmen. Dominiert wird das Parteienspektrum dauerhaft vom konservativen Gaullismus bzw. den Parteien, die in dieser Tradition stehen, momentan die Partei Les Républicains, bis 2015 genannt Union pour un mouvement populaire (UMP). 
Die französischen Parteien sind zumeist keine Massenparteien. Darum sind die Organisationsstrukturen französischer Parteien tendenziell schwächer ausgeprägt als beispielsweise die der deutschen. 
Es lassen sich seit dem Zweiten Weltkrieg politische Strömungen ausmachen, die trotz der vielen Parteinamen für Kontinuität sorgen. 

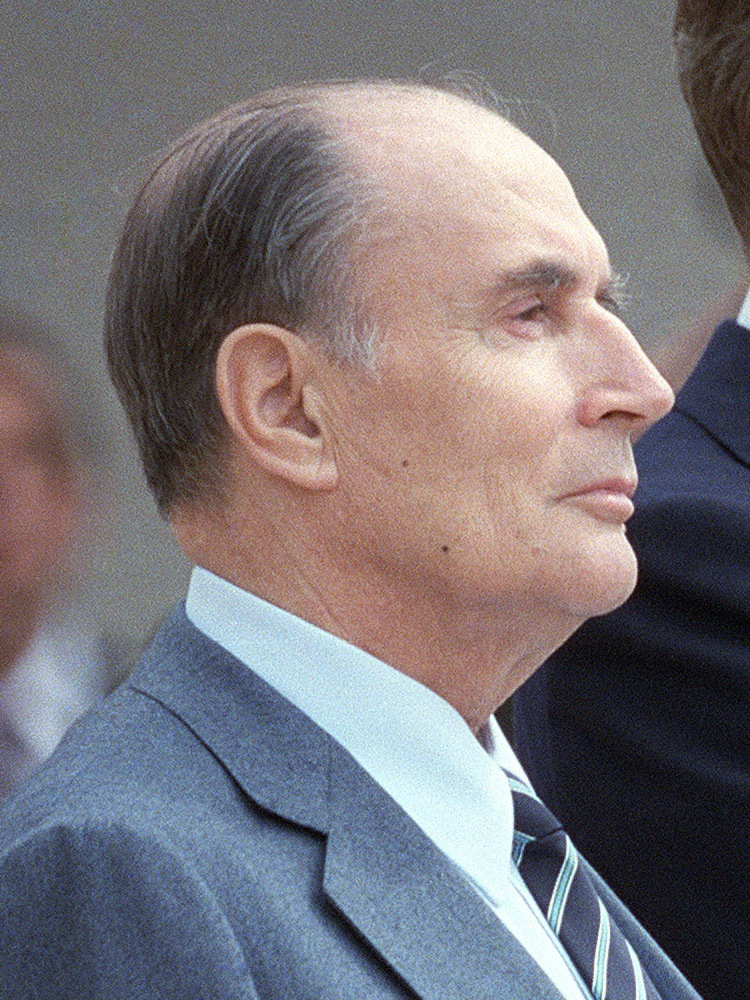
François Mitterrand, Staatspräsident von 1981 bis 1995, war viele Jahre Führungsfigur der politischen Linken, gründete die Parti socialiste und führte die Linke erstmals in der fünften Republik an die Regierung.

Die Linke: Die politische Linke in Frankreich zerfällt traditionell in eine extreme Linke und eine gemäßigte, parlamentarische Linke. Dabei ist die Abgrenzung in den vergangenen Jahren undeutlicher geworden, weil kaum noch Parteien existieren, die die parlamentarische Regierungsform ablehnen:
- Extreme Linke: Zur extremen Linken werden heute in Frankreich vor allem verschiedene trotzkistische Parteien wie die Lutte Ouvrière gezählt, die bei einigen Wahlen Mandate erringen konnten. Historisch gehört auch die Parti communiste français zur extremen Linken. Sie war in der IV. und V. Republik eine der stärksten kommunistischen Parteien Westeuropas und erreichte an die zwanzig Prozent der Stimmen. Als streng marxistisch-leninistische Partei blieb sie allerdings isoliert. Seit die PCF sich zunächst in der ersten Präsidentschafts François Mitterrands und noch stärker in der Regierung von Lionel Jospin (Gauche plurielle) der Zusammenarbeit mit der PS öffnete und seitdem regelmäßig in Wahlbündnissen und Koalitionen mit diesen verbunden ist, wird sie in der Regel zur gemäßigten Linken gezählt.
- Front de gauche: sie ist ein Bündnis vor allem aus PCF und Parti de gauche und steht zwischen der extremen und der gemäßigten Linken: Sie verfolgt einen Oppositionskurs gegen die Präsidentschaft von François Hollande, ist aber gleichwohl als Teil der linken Mehrheit im französischen Senat in die Regierungspolitik eingebunden.
- Gemäßigte Linke (oft auch parlamentarische Linke): Die gemäßigte Linke wird vor allem von der Parti Socialiste dominiert. Diese ging 1969 unter François Mitterrand aus der Section française de l’Internationale ouvrière hervor. Ein einigender Faktor war die erfolglose, aber achtenswerte Kandidatur Mitterrands bei den Präsidentschaftswahlen 1965. Mit einer umstrittenen Zusammenarbeit mit den Kommunisten gelang ihm 1981 tatsächlich der Einzug in den Präsidentenpalast; dieses Bündnis zerfiel bald darauf. Abgesehen von der Europawahl 2009, als die PS nur knapp vor den Grünen lag, hat die PS seitdem ihre Stellung auf der gemäßigten Linken ausgebaut und ist derzeit die mit Abstand stärkste Partei. Daneben werden zur gemäßigten Linken in der Regel auch die französischen Grünen (Europe Écologie-Les Verts) gezählt, hinzu kommen verschiedene kleinere Parteien, die in der Regel wie auch die Grünen Wahlbündnisse mit der PS eingehen.

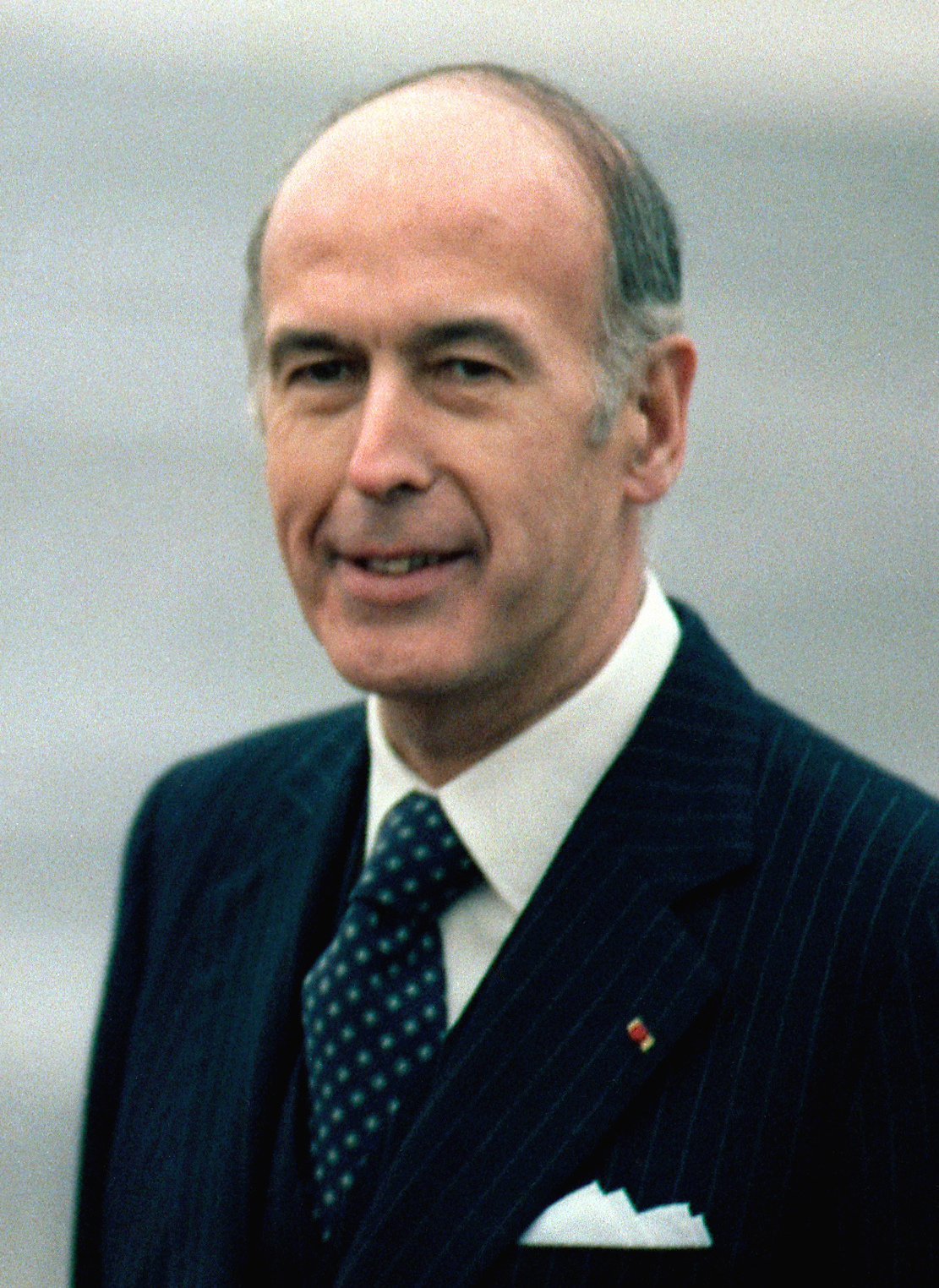
Valéry Giscard d’Estaing, Staatspräsident von 1974 bis 1981, führte die Liberalkonservativen und schuf 1978 die Union pour la démocratie française in der Hoffnung, eine starke Kraft der Mitte könnte dauerhaft eine „präsidentielle Mehrheit“ bilden.

Die Mitte: Die politische Mitte war in Frankreich lange ein großer eigenständiger Block. Vor allem seit der Gründung der Sammlungsbewegung UMP auf der gemäßigten Rechten, die ausdrücklich auch den Anspruch erhebt, die Zentristen zu organisieren, ist die Mitte auf wenige kleine Parteien reduziert. Es gab Ansätze, dort wieder einen größeren Parteienblock zu organisieren, nachdem die UMP an Integrationskraft in der Mitte verloren hatte:
- Radikale Partei: Die Radikale Partei (wobei „radikal“ im französischen Sprachgebrauch für den deutschen Begriff „liberal“ steht): Vor allem vor dem Krieg, aber auch danach waren die Radikale Partei neben den Sozialisten die bedeutendste Partei der linken Mitte und stellten mehrmals den Premierminister. Ihren Namen hatte der Parti républicain, radical et radical-socialiste vor allem vom Radikalismus. Sie arbeitete in den 1950er- und 1960er-Jahren mit den Sozialisten zusammen. 1972 spaltete sich die Partei: Während die Parti radical de gauche weiter mit den Sozialisten kooperierte und heute in der Regel zur Linken gezählt wird, schloss sich die Parti radical valoisien der zentristischen UDF an und wurde 2002 ein eigenständiger Teil der rechten Sammlung UMP. Seit 2011 ist die PR führend am Versuch eines neuen Bündnisses der politischen Mitte beteiligt, der Alliance républicaine, écologiste et sociale.
- Republikaner (Rechtsliberale): Die eher rechtsgerichteten Liberalkonservativen waren zunächst im Centre national des indépendants et paysans versammelt. Seit den 1960er-Jahren wurde seine Rolle von einer Abspaltung übernommen, den „unabhängigen Republikanern“ des Finanzministers Valéry Giscard d’Estaing. Nach Parteiumbenennungen und -umformungen gründete Giscard, dann bereits Staatspräsident, 1978 das Parteienbündnis Union pour la démocratie française, das auch eigene Mitglieder kannte. Der zentristischen UDF schlossen sich neben den Republikanern Giscards auch die Radikalsozialisten, Christdemokraten und Sozialdemokraten (eine Abspaltung der Sozialisten) an. 2002 wechselte ein Großteil der Parteien der UDF in die neugegründete rechte Sammlungsbewegung UMP, ein kleinerer Teil blieb eigenständig, insbesondere das Mouvement démocrate.
- Christdemokraten: Nach dem Krieg waren zunächst die „Volksrepublikaner“ des Mouvement républicain populaire die größte französische Partei rechts bzw. Mitte-rechts. Spätestens in den 1950er-Jahren musste sie diese Position jedoch an die Gaullisten abtreten. Seit den 1960er-Jahren trat die Strömung unter verschiedenen Namen in verschiedenen Zusammenstellungen auf, die längste Zeit (1976–1995) als Centre des démocrates sociaux. Es arbeitete seit 1978 in der UDF mit. Seit 2002 sind die Christdemokraten Teil der rechten Sammlungsbewegung UMP.

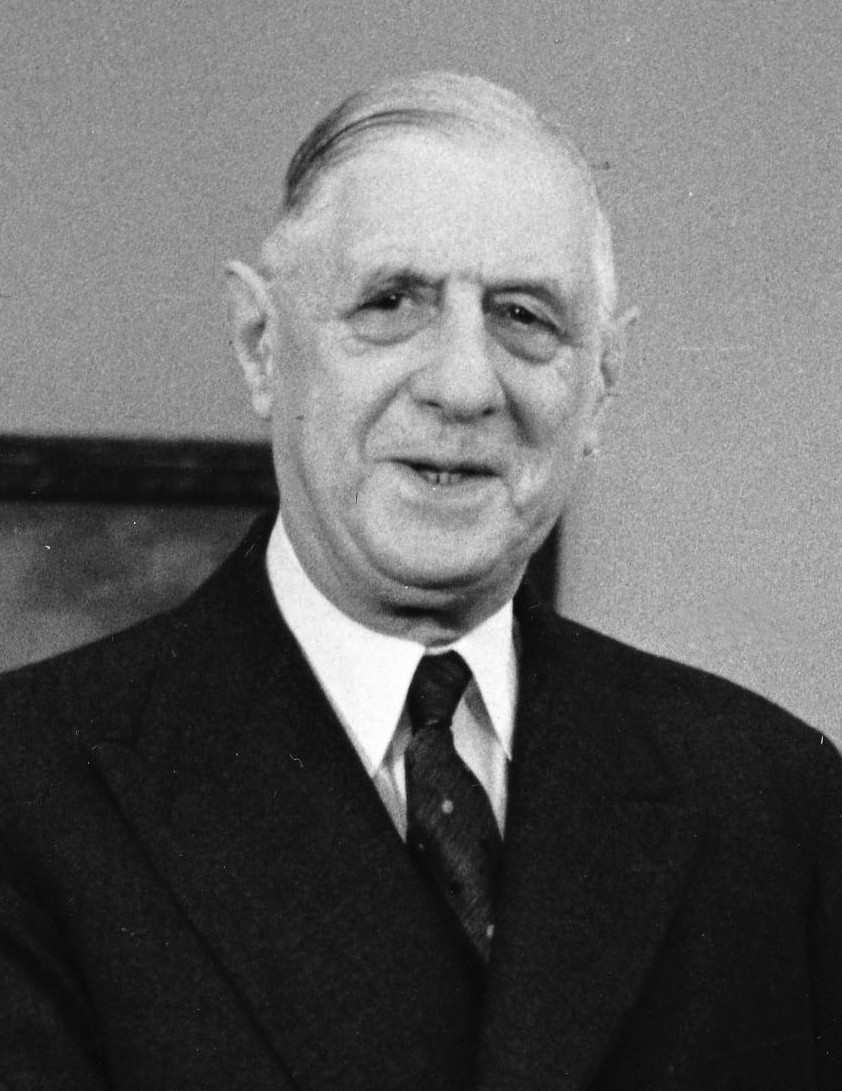
Charles de Gaulle, Staatspräsident von 1959 bis 1969 und Begründer der fünften Republik ist bis heute dominierend für die politische Tradition der französischen Rechten, den Gaullismus.

Die Rechte: Auch die Rechte zerfällt in einen gemäßigten Teil, der vom Gaullismus dominiert wird, sowie eine extreme, nationalistische Rechte:
- Gemäßigte Rechte (Gaullismus): Die gemäßigte Rechte geht vor allem auf Charles de Gaulle zurück, den Weltkriegsgeneral und späteren Staatspräsidenten, der für ein konservatives, nationalistisches, euroskeptisches und zentralistisches Frankreich stand. Die ihn unterstützende Partei trat jeweils unter verschiedenen Namen auf. Nach seinem Rücktritt als Präsident 1969 wurden die Parteistrukturen ausgebaut und die Partei verstärkt für die politische Mitte geöffnet. Diese Tradition mündete über das Rassemblement pour la République 2002 in die Union pour un mouvement populaire, eine Partei, die neben den Gaullisten auch Strömungen der Mitte organisieren will. Die UMP ist derzeit die dominierende Kraft der gemäßigten Rechten, kleinere rechte Parteien spielen kaum mehr eine Rolle. In der Endphase der Präsidentschaft von Nicolas Sarkozy und nach dessen Abwahl gab es allerdings Absetzbewegungen von kleineren Parteien aus der UMP mit dem Versuch, neue Bündnisse der Mitte oder der Rechten zu bilden, und massive Richtungsstreitigkeiten innerhalb der UMP.
- Extreme Rechte: Wegen der Zusammenarbeit der faschistischen oder Faschismus-affinen Rechten mit den deutschen Besatzern waren rechtspopulistische und rechtsradikale Parteien zunächst diskreditiert. Wahlerfolge konnten allerdings in den 1950er-Jahren der Poujadismus feiern. Seit den Europawahlen 1984 erreicht die fremdenfeindliche und rechtspopulistische Front National (FN) regelmäßig zweistellige Wahlergebnisse; 2002 gelang ihrem damaligen Parteivorsitzenden Jean-Marie Le Pen der Einzug in die zweite Runde der Präsidentschaftswahl. Daneben gibt es auch auf der extremen Rechten einige kleinere Parteien.
 Michel Houellebecq sagte 2015 in einem Interview: „Das politische Wahlsystem in Frankreich beruht auf dem Machtwechsel zwischen Mitte-links und Mitte-rechts. Diese beiden Blöcke, die bürgerliche Rechte und die sozialistische Linke, werden sich immer gegen den FN zusammenschließen und seine Machtübernahme zu verhindern wissen, obwohl er in Umfragen schon jetzt die stärkste Partei des Landes ist. […] Der Boykott, den die Linke und die bürgerlichen Konservativen über sie [Marine Le Pen] verhängen, führt in eine Krise der repräsentativen Demokratie. Die Ausgrenzung des Front national […] schafft eine schiefe und ungesunde Situation. Die Basis der bürgerlichen wie der nationalen Rechten wünscht sich ein Zusammengehen der beiden Parteien, nur die Parteichefs wollen es nicht.“[10]

## Dezentralisierung
Bis zum Regierungsantritt von François Mitterrand 1981 war Frankreich ein stark zentralistisch regierter Staat: Jedes Département wurde von einem direkt von der Regierung ernannten Präfekten geleitet.
1982 wurden von der Regierung weitreichende fiskalische und administrative Rechte an lokal gewählte Vertreter abgetreten. Die Dezentralisierung Frankreichs etablierte sich. Seit dem 28. März 2003 besagt ein Zusatz zu Artikel 1 der Verfassung, dass die staatliche Organisation Frankreichs dezentralisiert sei. Die wirtschaftliche Kräfteverteilung weist eine starke Zentralisierung hin zum Pariser Becken (Île-de-France) auf.
Staatliche Gliederung
- 35.416 Gemeinden[11] (davon 183 in den Übersee-Départements). Vorsitz: Gemeinderat (Legislative) und Bürgermeister (Maire; Exekutive)
- 101 Départements, davon 96 im französischen Mutterland und fünf départements et territoires d’outre-mer (DOM-TOM). Der Präfekt vertritt die Regierung. Die Exekutive übernimmt allerdings der Vorsitzende des Generalrates (Legislative)
- und 18 Regionen,[12] 13 davon im französischen Mutterland und fünf in Übersee. Legislative: Regionalrat. Der Vorsitzende des Regionalrates übernimmt die exekutive Gewalt.

In der Praxis bedeutet die zentralistische Tradition Frankreichs oft, dass ein Abgeordneter, ein Regierungsmitglied oder ein Parteivorsitzender neben seinem Mandat oder Amt im Zentralstaat teilweise über Jahre oder Jahrzehnte auch Bürgermeister in seinem Wahlkreis oder seinem Geburtsort ist. Faktisch wird das Bürgermeisteramt dann durch einen seiner Vertrauten, seinen Stellvertreter, ausgeübt.